# غارث جوزيف
غارث جوزيف (بالإنجليزية: Garth Joseph)‏ مواليد 8 أغسطس 1973 في روسو، هو لاعب كرة سلة دومينيكي معتزل. يبلغ طوله 7 قدم 2 بوصة (2.2 م).

## المسيرة الاحترافية
لعب مع تورونتو رابتورز في موسم 2000-2001، ثم لعب مع دنفر ناغتس في سنة 2001، ثم لعب مع فوشان دراليونز في الدوري الصيني من سنة 2001 إلى 2005، ثم لعب مع إلان شالون في الدوري الفرنسي في سنة 2005، ثم لعب مع نادي الجزيرة في موسم 2008-2009.

## روابط خارجية
- غارث جوزيف على موقع إن بي أي (الإنجليزية)
- غارث جوزيف على موقع سبورتس رفرنس (الإنجليزية)
- غارث جوزيف على موقع كرة السلة الأوروبية.كوم (الإنجليزية)
- غارث جوزيف على موقع ريلجم (الإنجليزية)
- غارث جوزيف على موقع بروبوليرز (الإنجليزية)
- غارث جوزيف على موقع سبورتس رفرنس (الإنجليزية)